# Kațmaziv, Jmerînka
Kațmaziv (în ucraineană Кацмазів) este o comună în raionul Jmerînka, regiunea Vinnița, Ucraina, formată numai din satul de reședință.

## Demografie
Componența lingvistică a satului Kațmaziv
     Ucraineană (98,93%)
     Alte limbi (1,07%)
Conform recensământului din 2001, majoritatea populației satului Kațmaziv era vorbitoare de ucraineană (98,93%), existând în minoritate și vorbitori de alte limbi.